# Papyrus 141
Papyrus 141 of {\displaystyle {\mathfrak {P}}^{141}} (volgens de nummering van Gregory-Aland) is een Grieks afschrift van het Nieuwe Testament, geschreven op papyrus. Van het handschrift zijn twee fragmenten bewaard gebleven, beide recto en verso in één kolom beschreven, met daarop gedeelten uit het evangelie volgens Lucas (fragment 1: 2:32-34 [r], 2:40-42 [v], fragment 2: 24:22-28 [r], 24:30-38 [v]). Het handschrift stamt uit de derde eeuw en behoort daarmee (samen met de papyri 4, 45, 69 en het belangrijke papyrus 75) tot de oudst bewaard gebleven handschriften van het evangelie naar Lucas.
Het handschrift behoort tot de Oxyrhynchus papyri en is gepubliceerd onder nummer 5478 (P.Oxy. 5478).